# Gorni Okol
Gorni Okol (bulgariska: Горни Окол) är ett distrikt i Bulgarien.   Det ligger i kommunen Obsjtina Samokov och regionen Sofijska oblast, i den västra delen av landet, 30 km sydost om huvudstaden Sofia.
I omgivningarna runt Gorni Okol växer i huvudsak blandskog. Runt Gorni Okol är det tätbefolkat, med 762 invånare per kvadratkilometer.